# Francis Collins
Francis Sellers Collins (Staunton, 14 de abril de 1950) é um geneticista dos Estados Unidos.
Descobriu genes associados a diversas doenças e dirigiu o Projeto Genoma Humano, sendo um dos responsáveis pelo mapeamento do DNA humano, em 2001. Collins é autor de livros sobre medicina, ciência e religião, incluindo o best-seller The Language of God: A Scientist Presents Evidence for Belief.
Crítico do criacionismo da terra jovem e do Design Inteligente, Collins fundou o instituto BioLogos, que defende que a crença no Cristianismo pode ser conciliada com a aceitação da evolução e da ciência, promovendo a ideia de que o criador usou os processos evolutivos para executar seu plano.

## Biografia
Viveu sua infância em Virgínia (Estados Unidos) no vale do Rio Shenandoah. Foi educado pela mãe em casa, e aos 16 anos ingressou na Universidade da Virgínia para estudar Química. Depois mudou para o curso de Biologia e por fim Medicina na Universidade da Carolina do Norte. Se formou Bacharel em Química em 1970 pela Universidade de Virginia e Ph.D. em Físico-Química pela Universidade de Yale em 1974. Estudando bioquímica se interessou pelos estudos sobre DNA e RNA.
Em 1977 se formou em medicina pela Universidade da Carolina do Norte. De 1978 a 1981, Collins trabalhou como residente e chefe de residência médica no North Carolina Memorial Hospital em Chapel Hill.
Até seus 27 anos, era um ateu convicto. Foi somente cursando a faculdade de medicina e testemunhando a fé religiosa entre seus pacientes que sua visão de mundo começou a mudar e então finalmente tomou uma decisão e se tornou cristão. Em seu livro, A linguagem de Deus, Collins faz muitas referências a ícones cristãos, como Agostinho e Lewis, Madre Tereza de Calcutá e o bioquimico ex ateu e hoje também protestante, Alister McGrath.
Em 1984 foi nomeado professor de Medicina e Genética Humana ganhando reconhecimento devido aos seus estudos sobre genética. Aceitou um convite em 1993 para ser o diretor do National Center for Human Genome Research, o qual passou a ser o  NHGRI em 1997.
Em maio de 2008 foi anunciada a saída de Collins, após 15 anos de trabalho, da direção do Projeto Genoma Humano. A saída de Collins aconteceu no dia 1º de agosto deste mesmo ano. Collins, em email enviado a amigos e colegas, diz que a mudança se deve a sua intenção de desenvolver novos projetos e atividades pessoais.
No dia 8 de julho de 2009 foi nomeado pelo presidente Barack Obama como diretor dos Institutos Nacionais de Saúde. Em abril de 2013 Obama, ao lado de Collins, lançou um programa que busca mapear o cérebro humano com um custo de 3 bilhões de dólares chamado de "Iniciativa BRAIN".
Francis Collins tem sido reconhecido por numerosos prêmios e honras, incluindo a eleição para Instituto de Medicina (Institute of Medicine) e a Academia de Ciências Norte-Americana (National Academy of Sciences). Em 2007 recebeu a Medalha Presidencial da Liberdade e em 2008 a Medalha Nacional de Ciências. Foi nomeado como membro da Pontifícia Academia das Ciências em 2009, pelo Papa Bento XVI. Em 2020, Collins foi contemplado com o Prêmio Templeton.

## Cristianismo
Collins diz já ter feito parte de diversas denominações cristãs, tendo participado do coral da igreja episcopal quando jovem. Após entrar na faculdade, passou a questionar suas crenças e à época da pós-graduação havia se tornado agnóstico. No entanto, uma conversa com um paciente de hospital o levou a reavaliar novamente a sua falta de crenças religiosas, se familiarizou com os argumentos a favor e contra a existência de Deus, e finalmente usou o livro Cristianismo Puro e Simples como base de sua visão religiosa. Ele acredita que as pessoas não se convertem para o Cristianismo apenas com base na razão e argumentação, e que o último estágio da conversão exige um salto da fé.

## Obras
- A Linguagem de Deus - Um cientista apresenta evidências de que Ele existe (Editora Gente, 2006)
- A linguagem da vida - O DNA e a Revolução na Saúde (Editora Gente, 2010)
- Belief: Readings on the Reason for Faith (2010)
- The Language of Science and Faith: Straight Answers to Genuine Questions (com o fisico Karl Giberson, 2011)